# ジュニア・マフィア
ジュニア・M.A.F.I.A.（-まふぃあ、Junior M.A.F.I.A.）はアメリカのヒップホップグループ。ノトーリアス・B.I.G.によって結成された。ジュニア・M.A.F.I.A.はJunior Masters At Finding Intelligent Attitudesの略。

## キャリア
グループは1995年にデビューアルバム『Conspiracy』をニューヨークを拠点とするBig Beat RecordsとUndeasレーベルからリリースした。このアルバムは、ノトーリアス・B.I.G.のデビュー作『Ready to Die』と同様のスタイルで制作された。B.I.G.はアルバムの4曲に参加している。韻を踏むトピックは、主に銃、お金、セックスを扱った、強烈なものだった。このアルバムは、DJクラーク・ケント、EZエルピー、ダディ・オー、アクシュン、スペシャル・エドがプロデュースを担当した。『Conspiracia』は好評を博したが、一部のメンバーには十分な個性が見られないという批判も受けた。全米ビルボード200チャートで8位に初登場し、リリース初週に69,000枚を売り上げ、後にゴールドディスクに認定された。
DJクラーク・ケントがプロデュースし、ノトーリアス・B.I.G.をフィーチャーしたリードシングル「Player's Anthem」はゴールドディスクを獲得した。ビデオは、グループがヘリコプターとジェットで飛行し、FBIの監視の下でビジネスを行っている様子を示している。

## メンバー
- ノトーリアス・B.I.G.
- リル・キム（Lil' Kim）
- リル・シーズ（Lil' Cease）
- ニノ・ブラウン
- MC Klepto
- Chico
- Larceny
- Trife

## ディスコグラフィ
- コンスピラシー - Conspiracy （1995年）
- ザ・ベスト・オブ・ジュニア・M.A.F.I.A. - The Best of Junior M.A.F.I.A. （2004年）
- ライオット・ミュージック - Riot Musik （2005年）